# チャーチズ
チャーチズ（Chvrches、様式化された表記は「CHVRCHΞS」、発音的な綴りは「Churches」 ）は、イギリスのスコットランド・グラスゴー出身のエレクトロポップ・バンド。

## プロフィール

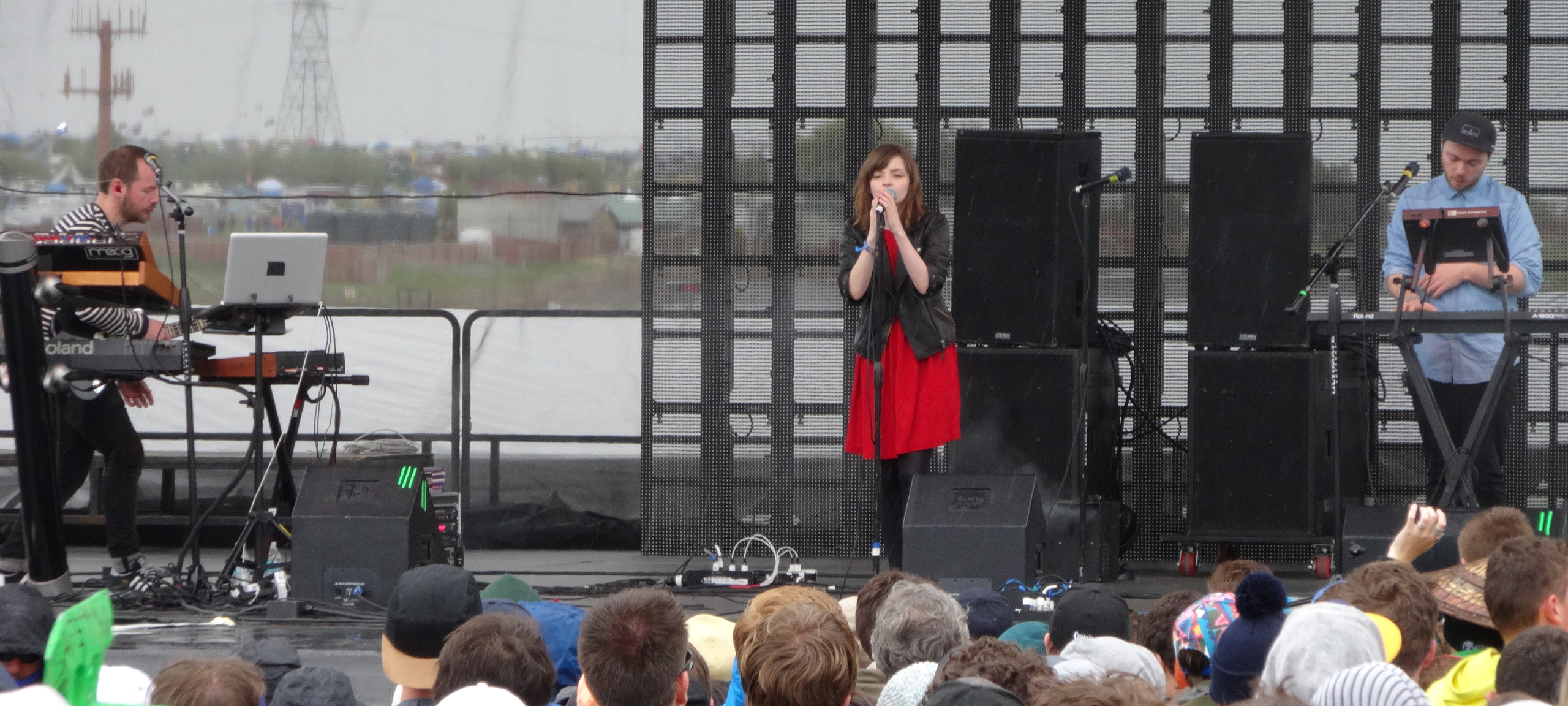
アメリカ合衆国のサスカッチ音楽祭にて（2013年）

当初、ローレン・メイベリーはいくつかのバンドで音楽活動をしていた。バンド「ボーイフレンド/ガールフレンド」に長い間にわたって所属。そして、バンド「ブルー・スカイ・アーカイブズ」ではボーカル、キーボード、ドラムなどを担当する。2011年9月、スコットランドのオルタナティヴ・ロック・バンド「エアーエオグラム」ならびに「ジ・アンワインディング・アワーズ」のメンバーだったイアン・クックの協力によって「ブルー・スカイ・アーカイブズ」のEPが制作される。クックは長年の友でスコットランドのインディー・ロック・バンド「ザ・トワイライト・サッド」のメンバーだったマーティン・ドハーティとともに新しいプロジェクトを開始。メイベリーにデモの数曲を歌ってほしいと誘う。3人はグラスゴーの地下にあるスタジオで数か月間にわたって音楽を書き、のちセッションがうまくいったため、バンドを正式に結成。バンド名は響きの良さから「Churches」(チャーチズ)にしたが最終的に「u」を除いて代わりに「v」を加えた「Chvrches」になった。チャーチズは音楽的にロビン、ケイト・ブッシュ、デペッシュ・モード、コクトー・ツインズ、シンディ・ローパー、ホイットニー・ヒューストン、エリオット・スミス、プリンスといったアーティストたちに影響を受けている。
2012年5月11日、チャーチズはネオン・ゴールド・レコーズのブログから楽曲「Lies」を初めて発表して無料のみで配信する。同楽曲は、イギリスの音楽誌『NME』による2012年ベスト・トラックで第28位にランクインする。
同年6月に、イギリスの新聞「ガーディアン」は「New Bands of the Day」でチャーチズを紹介した。7月にスコットランドにて初めてのギグを行う。2012年の秋頃に公式デビュー・シングル「The Mother We Share」を発表する。12月、英国のBBCによる、有望な新人が選出される「サウンド・オブ・2013」で第5位。
翌年の1月、アメリカ合衆国のレコードレーベルであるグラスノート・レコードと契約する。同年2月6日にセカンドシングル「Recover」を発売。リミックスなど5曲が含まれたデビューEPの『Recover EP』を3月25日にイギリス、翌日、米国でリリースされる。毎年3月にアメリカ合衆国テキサス州オースティンで開催されるSXSWでパフォーマンスを披露。6月には米NBCの深夜トーク番組『レイト・ナイト・ウィズ・ジミー・ファロン』で「The Mother We Share」を歌う。2013年9月25日にデビュー・アルバム『ザ・ボーンズ・オブ・ワット・ユー・ビリーヴ』がリリースされた。

## メンバー
- ローレン・メイベリー (Lauren Mayberry) - リード・ボーカル、ときおりシンセサイザーやサンプラーを担当。

生年月日1987年10月7日（37歳）、スコットランド・グラスゴー出身。
- イアン・クック (Iain Cook) - シンセサイザー、ピアノ、ギター、ベース、ボーカル。

生年月日1974年11月2日（50歳）、スコットランド・グラスゴー出身。
- マーティン・ドハーティ (Martin Doherty) - シンセサイザー、サンプラー、ときおりリード・ボーカル。

生年月日1982年12月24日（42歳）、スコットランドのウェスト・ダンバートンシャー州クライドバンク出身。

## ディスコグラフィ

### スタジオ・アルバム
| 年                                        | タイトル                                                                 | アルバム詳細 | チャート最高位 | チャート最高位 | チャート最高位 | チャート最高位 | チャート最高位 | チャート最高位 | チャート最高位 | チャート最高位 | チャート最高位 | チャート最高位 | 認定           |
| 年                                        | タイトル                                                                 | アルバム詳細 | SCO            | AUS            | CAN            | GER            | IRE            | JPN            | NLD            | NZ             | UK             | US             | 認定           |
| ----------------------------------------- | ------------------------------------------------------------------------ | --- | -------------- | -------------- | -------------- | -------------- | -------------- | -------------- | -------------- | -------------- | -------------- | -------------- | -------------- |
| 2013                                      | ザ・ボーンズ・オブ・ワット・ユー・ビリーヴ The Bones of What You Believe | - 発売日: 2013年9月23日 - レーベル: Virgin、Goodbye - フォーマット: CD、LP、音楽配信 - 全英売上: 12万枚                | 5              | 13             | 19             | 22             | 12             | 59             | 68             | 35             | 9              | 12             | - UK: ゴールド |
| 2015                                      | エヴリ・オープン・アイ Every Open Eye                                    | - 発売日: 2015年9月25日 - レーベル: Virgin EMI、Goodbye - フォーマット: CD、LP、音楽配信 - 全英売上: 6万枚             | 1              | 3              | 11             | 20             | 4              | 53             | 33             | 10             | 4              | 8              | - UK: シルバー |
| 2018                                      | ラヴ・イズ・デッド Love Is Dead                                          | - 発売日: 2018年5月25日 - レーベル: Virgin EMI、Goodbye - フォーマット: CD、LP、カセット、音楽配信 - 全英売上: 1.1万枚 | 5              | 7              | 22             | 16             | 15             | —              | 88             | 35             | 7              | 11             |                |
| 2021                                      | スクリーン・ヴァイオレンス Screen Violence                               | - 発売日: 2021年8月27日 - レーベル: EMI、Glassnote - フォーマット: CD、LP、カセット、音楽配信                          | 1              | 6              | 74             | 15             | 23             | 65             | 91             | —              | 4              | 31             |                |
| "—"は未発売またはチャート圏外を意味する。 |                                                                          | |                |                |                |                |                |                |                |                |                |                |                |

### EP
- Recover EP (2013年)
- 『EP』 - EP (2013年)
- Gun (Remixes) (2013年)
- Under The Tide EP (2014年)
- Hansa Session (2018年)

### シングル
- "The Mother We Share" (2012年)
- "Recover" (2013年)
- "Gun" (2013年)
- "Lies" (2013年)
- "We Sink" (2014年)
- "Under The Tide" (2014年)
- "Get Away" (2014年)
- "Tether" (2015年) ※vs. エリック・プライズ
- "Leave A Trace" (2015年)
- "Never Ending Circles" (2015年)
- "Clearest Blue" (2015年)
- "Empty Threat" (2015年)
- "Warning Call" (2016年)
- "Bury It" (2015年) ※featuring ヘイリー・ウィリアムス
- "Get Out" (2018年)
- "My Enemy" (2018年) ※featuring マット・バーニンガー
- "Never Say Die" (2018年)
- "Miracle" (2018年)
- "Death Stranding" (2019年)
- "He Said She Said" (2021年)
- "How Not to Drown" (2021年) ※with ロバート・スミス
- "Good Girls" (2021年)

## 受賞歴
| 年度   | 主催                     | アウォード           | 結果  |
| ------ | ------------------------ | -------------------- | ----- |
| 2012年 | BBC サウンド・オブ・2013 | サウンド・オブ・2013 | 第5位 |